# День відновлення незалежності Естонії
День відновлення незалежності (ест. Iseseisvuse taastamise päev) — одне з державних свят Естонської Республіки, і відзначається щорічно 20 серпня. Того дня у 1991 році було відновлено повну державну незалежність Естонії.

## Історичні передумови
24 лютого 1918 року було урочисто проголошено незалежність Естонії. Естонія відстояла державність у ході Війни за свободу 1918-1920 років проти німецьких та радянських військ, але була окупована й анексована СРСР під час Другої світової війни. До 1991 року країна була складовою Радянського Союзу як "Естонська Радянська Соціалістична Республіка". У 1988 році на тлі відцентрових тенденцій в СРСР першою серед союзних республік ухвалила Декларацію суверенітету. Той період відомий в історії як Співоча революція і є спільним для держав Балтії. Протягом 1989-1991 року органи влади Естонії поступово перебирали на себе усі владні повноваження в республіці. 3 березня 1991 року на референдумі 78% естонців підтримали незалежність республіки.
Після спроби державного перевороту в Москві Верховна Рада Естонської республіки 20 серпня 1991 року о 23:03 (EEST) ухвалила Рішення про національну незалежність Естонії.

## Встановлення та статус свята
Свято 20 серпня згадується у першому законі про свята та ювілеї, що прийнятий 8 лютого 1994 року. У цьому акті воно віднесене до категорії національних свят, що не мають статусу вихідного.
У новій редакції закону, від 27 січня 1998 року, свято вже визначається як неробочий день.

## Примцтки
1. ↑  Закон про свята та ювілеї 1994
2. ↑  Закон про свята та ювілеї 1998